# Erdmut Bramke
Erdmut Bramke (* 29. Januar 1940 in Kiel; † 30. November 2002 in Stuttgart) war eine deutsche Malerin.

## Leben

### Werdegang
Erdmut Bramke wuchs in Königsfeld im Schwarzwald auf und besuchte die dortige Zinzendorfschule, die von der Herrnhuter Brüdergemeine gegründet worden war.
Ihre Schwester ist die Künstlerin Uschi Bramke.
Erdmut Bramke begann 1961 ein Studium der Malerei an der Staatlichen Akademie der Bildenden Künste Stuttgart bei Heinz Trökes und K. R. H. Sonderborg, das sie an der Universität der Künste in Berlin fortsetzte und 1967 beendete.
Sie erhielt 1978/1979 ein Stipendium der Deutschen Akademie Villa Massimo in Rom und bekam von 1984 bis 1985 ein Arbeitsstipendium des Kunstfonds e. V. in Bonn. Ein weiteres Stipendium erhielt sie vom Land Baden-Württemberg, um die Cité Internationale des Arts in Paris zu besuchen.
1995 hatte sie eine Gastprofessur in der Klasse Paul Uwe Dreyer an der Kunstakademie Stuttgart.
Sie lebte als freischaffende Malerin in Stuttgart und beteiligte sich an der künstlerischen Gestaltung von öffentlichen Gebäuden, unter anderem am Robert-Bosch-Krankenhaus in Stuttgart und im Regierungspräsidium Stuttgart.
Kurz vor ihrem Tod 2002 vermachte sie den Freunden der Staatsgalerie ihren Nachlass.
Auf ihren Wunsch wurde sie nach Herrnhuter Ritual in Königsfeld beerdigt.

### Malerisches Wirken
Erdmut Bramke war eine Vertreterin der Konkreten Kunst.
Ihre Bilder gehörten zu den Beispielen einer absoluten Malerei aus der Farbe. Sie nutzte die Farbe nicht als Instrument, sondern als Medium. Die Form des Streifens, durch die die Bilder parallel zu den Bildgrenzen horizontal, betonter aber noch vertikal, gegliedert wurden, beherrschte in keiner Weise die Farbe; die Streifen wurden durch die Farbe befreit, sie hatten nur noch reine Trägerfunktion, die Farbigkeit drängte die Form zurück. In ihrer Reduktion und Konzentration waren die Streifen als eine Absage an eine rational-hierarchische Komposition zu verstehen, nur die Konvention des rechteckigen Bildformats wurde beibehalten.
Die Dichte der Farbigkeit, die Sensibilität der Farbe und die Vielzahl der Farbschichten in ihrer Übereinanderhäufung, die den Entstehungsprozess verschleierten, waren bestimmend für ihre Bilder. Eine größere Distanz ließ die grobe Textur der Leinwand verschwinden, zugunsten der Farbigkeit und des darin verwobenen Liniengerüsts. Durch den Einsatz von scharfen Gegenständen auf der Leinwand entstanden neue Strukturen und neue Farbwerte.
Während ihrer Zeit, die sie in der Villa Massimo verbracht hatte, hellte sich ihre Palette auf, es trat ein Blau auf, das fast an Himmelsblau erinnerte.

## Mitgliedschaften
Erdmut Bramke war Gründungsmitglied der Künstlergemeinschaft Die Reitzensteiner in Stuttgart und hat bis zu ihrem Tod in einem der elf Ateliers des Atelierverbands gearbeitet.

## Ausstellungen (Auswahl)
Erdmut Bramke nahm an 80 Einzelausstellungen und rund 200 Gruppenausstellungen teil, unter anderem:
- 25. Februar bis 25. März 1972: Ausstellung in der Galerie Apfelbaum in Karlsruhe.
- 21. Januar bis 3. März 1979: Gemeinsame Ausstellung mit Alfonso Hüppi, Günter Neusel, Hans Peter Reuter und Michael-Peter Schiltsky[6] in der Südwest-Galerie in Karlsruhe.
- 21. April bis 31. Mai 1979: Ausstellung in der Galerie Wittenbrink[7] in München.
- 24. April bis 6. Juni 1982: Ausstellung Bilder und Gouachen im Kunstverein Springhornhof in Neuenkirchen bei Soltau.
- 14. Juni bis 14. Juli 1985: Ausstellung Malerei 1971 bis 1985 in der Galerie Villa Merkel in Esslingen am Neckar.
- 18. September bis 16. November 1986: Ausstellung Malerei 1971 bis 1985 in der Kunsthalle Mannheim.
- 5. September bis 2. Oktober 1987: Ausstellung Die Pariser Blätter von Erdmut Bramke in der Galerie Beatrix Wilhelm in Stuttgart.
- 12. Juni bis 29. Juli 1990. Ausstellung im Württembergischen Kunstverein Stuttgart.
- 23. Oktober bis 17. Dezember 1993: Ausstellung Arbeiten 1990 bis 1993 in der Galerie Beatrix Wilhelm in Stuttgart.
- 23. Februar bis 9. April 1999: Ausstellung Die Reitzensteiner, eine Künstlerstrasse in Stuttgart in der Kreissparkasse in Esslingen-Nürtingen.
- 23. März bis 2. Mai 1999: Ausstellung Tauchblätter – Venosa – Marrakesch im Galerieverein Leonberg e.V. in Leonberg im Landkreis Böblingen.
- 23. Februar bis 27. April 2002: Ausstellung Venosa in Morat-Institut[8] in Freiburg im Breisgau.
- 4. Dezember 2010 bis 26. Februar 2011. Ausstellung Poesie in der Galerie Gudrun Spielvogel in München.[9][10]
- 15. September bis 20. Oktober 2019: Ausstellung Erdmut Bramke wieder sehen in KUNSTKULTUR Königsfeld e. V. in Königsfeld.[11]
- 8. März bis 31. März 2021: Ausstellung Erdmut Bramke im Kunst-Kabinett in München.[12]
- 21. März bis 19. Dezember 2021: Ausstellung Hängung #23 Zwischenzeit in Kunstwerk Sammlung Klein in Eberdingen-Nussdorf.[13]

## Werke
Die Werke von Erdmut Bramke sind in zahlreichen öffentlichen und privaten Sammlungen vertreten, darunter in der Staatsgalerie und im Kunstmuseum Stuttgart, in der Sammlung des Robert-Bosch-Krankenhauses in Stuttgart, im Ulmer Museum, im Kunstmuseum Bonn und dort auch in der Bundeskunsthalle sowie in der Kunsthalle zu Kiel.

## Schriften (Auswahl)
- Werkverzeichnis Erdmut Bramke, zwei Bände. 2016. ISBN 978-3-00-053271-9.[15]
  - Band 1: Malerei 1964–2002, 428 Seiten, 556 Abbildungen.
  - Band 2: Arbeiten auf Papier 1961–2002, 528 Seiten, 1483 Abbildungen.